# Masha'allah ibn Athari
Masha'allah ibn Atharī (in arabo ما شاء الله ابن أثرى‎?; Bassora, 740 circa – dopo 815) è stato un astrologo e astronomo persiano ebreo.
Nativo della città di Basra (nell'odierno Iraq): divenne uno dei maggiori astrologi dell'VIII secolo e partecipò ai calcoli per la fondazione di Baghdad.
Il termine arabo mā sha`a Allah significa "Ciò che vuole Iddio", ossia che accetta ciò che Dio ha ordinato, sia nel bene sia nel male. Il suo nome viene solitamente latinizzato come Messala o Messahalla.
Gli è stato dedicato un cratere sulla Luna di 125 km di diametro.

## Biografia
Partecipò alla fondazione di Baghdad nel 762, per indicare una data propizia sotto il profilo astrologico.
Scrisse una ventina di libri di astrologia, tradotti in latino nel XII secolo. Uno solo è sopravvissuto nella sua originaria lingua araba, ma disponiamo di diverse traduzioni in latino in greco bizantino e in ebraico. Una delle più popolari è il De scientia motus orbis, tradotto da Gerardo da Cremona. Il trattato De mercibus (Sul prezzo) è il più antico trattato scientifico in materia..
Ha anche scritto sull'astrolabio.
Abraham ibn ‛Ezra ha tradotto in ebraico due trattati astrologici di Mashallah: She'elot e Qadrut (Steinschneider, Hebr. Uebers., pp. 600-603). Uno è leggibile in inglese: On Reception, tradotto da Robert Hand.

## Opere

### Libri
- De cogitationibus ab intentione
- Epistola de rebus eclipsium et conjunctionibus planetarum (Lettera sulle eclissi e le congiunzioni planetarie), trad. latina di Giovanni da Siviglia Hispalensis et Limiensis, verso il 1130, in Quadripartitum ed. di Venezia, 1493.  Bernard R. Goldstein, The Book on Eclipses by Masha'allah, Physis 6 (1964), pp. 205–213 (trad. in ingl. di Goldstein dalla traduzione in ebraico di Abraham ibn ‛Ezra). Da non confondere con il De magnis conjunctionibus (Delle grandi congiunzioni, Kitāb al-qirānāt), di Abū Maʿshar al-Balkhī, tradotto anch'essa da Giovanni da Siviglia, Hispalensis et Limiensis, ed. Ratisbona, 1489.
- De revolutionibus annorum mundi, Norimberga, 1549.
- De significationibus planetarum in nativitate
- De receptione olanetarum sive de interrogationibus

### Pseudo-Masha'allah
- Liber de angelis, annulis, caracteribus et imaginibus planetarum: J. G. Lidaka, "The Book of Angels, Rings, Characters and Images of the Planets attributed to Osbern Bokenham", apud Fanger, Conjuring Spirits. Texts and Traditions of Medieval Ritual Magic, Stroud, Gloucestershire, 1998, p. 32-75.

### Traduzioni
- Works of Sahl and Masha'allah, trad. Benjamin Dykes, Cazimi Press, Golden Valley, MN, 2008.
- Masha'allah, On Reception, trad. Robert Hand, ARHAT Publications, Reston, VA, 1998.
- Masha'allah, "Sur la reception" Traité d'astrologie horaire, trad. Pepita Sanchis LLacer, Éditions Spiritualité Occidentale, 2010 ISBN 978-2-919576-13-5

### Studi
- James Holden, A History of Horoscopic Astrology, American Federation of Astrologers, Tempe, AZ, 1996, pp. 104-107, ISBN 0-86690-463-8.
- E. S. Kennedy e David Pingree, The Astrological History of Māshā’allāh, Cambridge, Harvard University Press, 1971.